# Гродзиський повіт (Мазовецьке воєводство)
Гродзиський повіт (пол. powiat grodziski) — один з 37 земських повітів Мазовецького воєводства Польщі. Утворений 1 січня 1999 року в результаті адміністративної реформи.

## Загальні дані
Повіт знаходиться у західній частині воєводства. Адміністративний центр — місто Гродзиськ-Мазовецький. Станом на 1.01.2008 населення становить 79 929 осіб, площа 366,97 км².

## Демографія
Демографічні дані повіту станом на 30.06.2005:
|       | Всього | Всього | Жінки  | Жінки | Чоловіки | Чоловіки |
| ----- | ------ | ------ | ------ | ----- | -------- | -------- |
|       | осіб   | %      | осіб   | %     | осіб     | %        |
| Повіт | 76 990 | 100    | 40 276 | 52,3  | 36 714   | 47,7     |
| Міста | 45 987 | 100    | 24 475 | 53,2  | 21 512   | 46,8     |
| Села  | 31 003 | 100    | 15 801 | 51    | 15 202   | 49       |